# Italienisches Fieber
Das Italienische Fieber war eine im Mittelalter aufgetretene Seuche, deren Erreger heute nicht identifiziert ist. Die Epidemien traten 876 und 877, 888 und 927 auf. Man nannte die Krankheit so, weil man glaubte, dass die Truppen Karlmanns die Krankheit aus Italien mitgebracht hätten. Sie grassierte am Rhein. Zu den Symptomen zählten Augenschmerzen und ständiges Husten. Viele Soldaten des kaiserlichen Heeres starben unter fortwährendem Husten. Erwähnt wird die Seuche in den Annalen Fuldas.